# Гран-при Доттиньи
Гран-при Доттиньи (фр. Grand Prix de Dottignies) — шоссейная однодневная велогонка, проходившая по территории Бельгии с 2002 по 2019 год.

## История
Гонка была создана в 2002 году и изначально проводилась в рамках национального календаря. В 2005 году на один сезон вошла в Женский мировой шоссейный календарь UCI, после чего снова вернулась на национальный уровень. В 2008 году снова вошла в Женский мировой шоссейный календарь UCI, а в 2011 году ещё и календарь женского Кубка Бельгии.
В 2019 году была отменена в последний момент перед стартом из-за отсутствия сигнальщиков на мотоциклах и больше не проводилась. Отчасти как её преемницу можно рассматривать гонку Ронде Мускрона, так как она стала проводиться в том же месте и в те же даты.
Маршрут гонки проходил в районе Доттиньи провинции Эно и представляет собой несколько различных кругов/петель. Протяжённость дистанции составляла от 110 до 130 км.
Рекордсменкой с тремя победами стала итальянка Джорджия Бронцини.

## Призёры
| Год  | Победитель             | Второй            | Третий             |          |
| ---- | ---------------------- | ----------------- | ------------------ | -------- |
| 2002 | Алессандра Каппеллотто | Аня Нобус         | Вера Коедодер      |          |
| 2003 | Баукье Доди            | Дебби Мансвелд    | Эви Ван Дамм       |          |
| 2004 | Ольга Слюсарева        | Таня Шмидт-Хеннес | Валентина Карпенко |          |
| 2005 | Николь Кук             | Кэти Браун        | Ойнон Вуд          |          |
| 2006 | Ойнон Вуд              | Сигрид Корнео     | Сюзанна де Гуде    |          |
| 2007 | Джорджа Бронцини       | Рошелль Гилмор    | Регина Шляйхер     |          |
| 2008 | Марианна Вос           | Кирстен Вилд      | Грете Трейер       |          |
| 2009 | Сара Дюстер            | Трикси Воррак     | Хантал Блак        |          |
| 2010 | Кирстен Вилд           | Джорджа Бронцини  | Мония Баккаилле    |          |
| 2011 | Эмма Юханссон          | Мония Баккаилле   | Аннемик ван Влётен |          |
| 2012 | Мония Баккаилле        | Эмма Юханссон     | Елена Андрук       |          |
| 2013 | Вера Коедодер          | Ирис Слаппендел   | Санне ван Паассен  |          |
| 2014 | Джорджа Бронцини       | Шелли Олдс        | Люси Гарнер        |          |
| 2015 | Роксана Фурнье         | Хлоя Хоскинг      | Паскаль Жёлан      |          |
| 2016 | Джорджа Бронцини       | Марта Бастианелли | Роксана Фурнье     |          |
| 2017 | Жольен Д'Ор            | Хлоя Хоскинг      | Елена Эрик         |          |
| 2018 | Марта Бастианелли      | Элиза Бальзамо    | Паскаль Жёлан      |          |
| 2019 | отменено               | отменено          | отменено           | отменено |